# Numitor

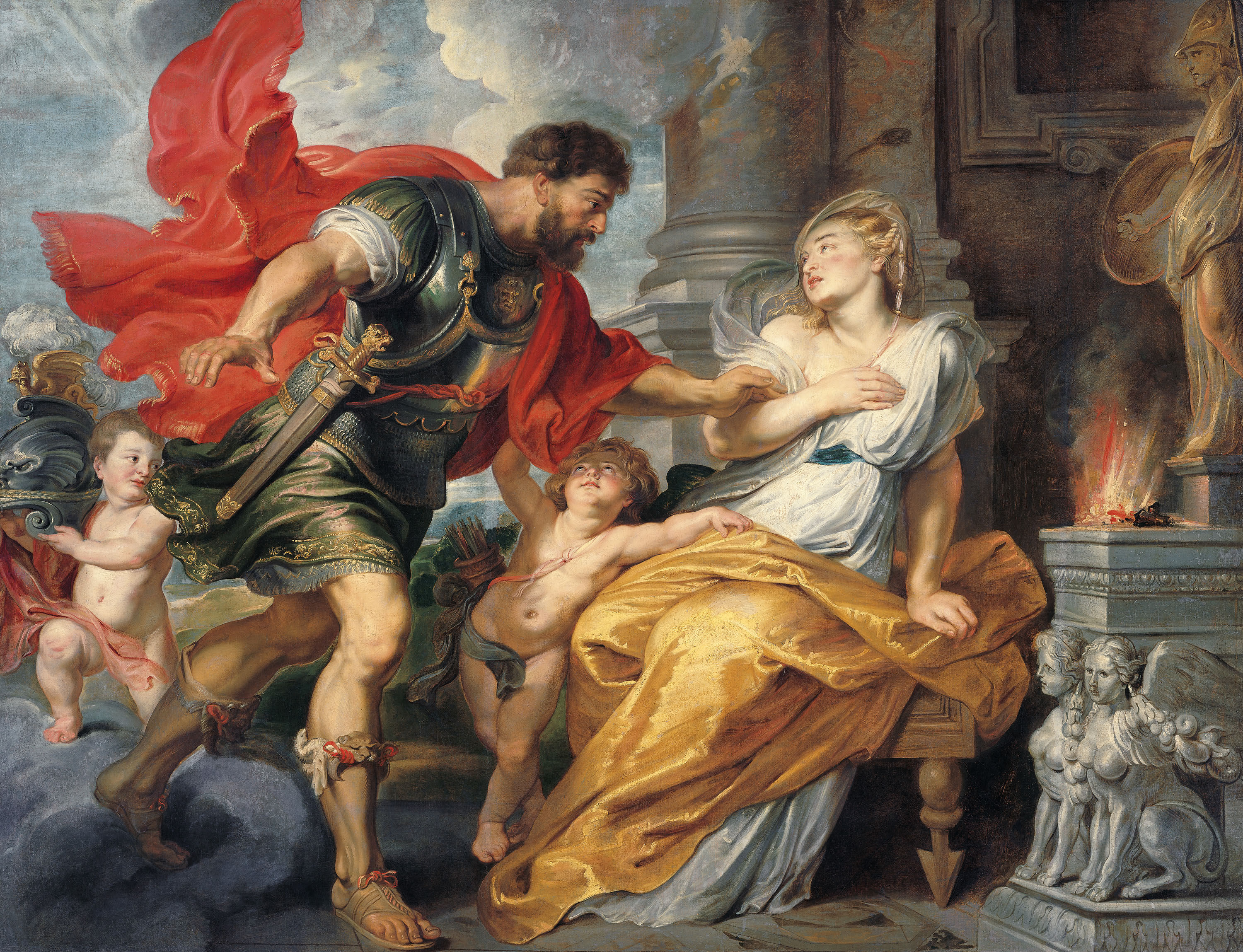
Mars a Rhea Silvia na obraze P. P. Rubense

Numitor Silvius byl dle římské mytologie král Alba Longy, děd Romula a Rema. Královskou vládu zdědil po svém otci králi Procasovi, ale byl svržen bratrem Amuliem. Amulius Numitora zapudil, své synovce zavraždil a neteř Rheu Silviu donutil stát se vestálkou, čímž se jí pokusil zamezit mít děti, protože vestálky musely zůstat pannami. Rhea Silvia však byla údajně znásilněna bohem Martem a porodila dvojčata Romula a Rema. Rozezlený král Amulius nechal Rheu vsadit do vězení a nařídil oba chlapce utopit v řece Tiberu. Ta však byla právě rozvodněná, proto služebníci položili koš s chlapci do rozbahněného okraje řeky. Voda později ustoupila a chlapce našla vlčice, která jim dala sát vlastní mléko. Našel je pastýř (údajným jménem Faustulus) a vzal je ke své ženě Larentii, která je vychovala. Když chlapci vyrostli, lovili zvěř a přepadávali loupežníky. Ukořistěný lup rozdělovali pastýřům. Při jedné oslavě byla skupina přepadena a Remus byl zajat a vydán Amuliovi. Později se však dostal ke svému dědovi Numitorovi, společně s bratrem se Amuliovi pomstili a znovunastolili Numitora králem Alba Longy. Romulus a Remus chtěli ale také vládnout, tak se rozhodli založit vlastní město. Došlo však mezi nimi k bratrovražednému boji a nové město založil Romulus, po kterém následně bylo pojmenováno - Řím.